# Farid Abbes
Pour les articles homonymes, voir Abbes.
Farid Abbes (arabe : فريد عباس), né à Tunis, est un homme d'affaires et une personnalité du football national tunisien.

## Biographie

### Homme d'affaires
Farid Abbes est diplômé en science politique de la School of Foreign Service (en) (université de Georgetown) et en économie de l'université Cornell. Homme d'affaires actif dans plusieurs secteurs, tels que l'assemblage de camions, d'autobus et d'autocars, l'armement maritime, l'exploration et la distribution de produits pétroliers ainsi que l'hôtellerie, il est PDG de Setcar — pour un chiffre d'affaires de 425 millions de dinars et plus de 1 500 employés — et administrateur et vice-président du conseil d'administration de l'Arab Tunisian Bank.
Il annonce en avril 2011, devant le Premier ministre, un don d'un million de dinars pour la création de clubs d'investissement ayant pour but de soutenir les initiatives promues par les jeunes investisseurs dans les régions de l'intérieur du pays. En 2013, il fonde Goulette Marine Tankers, sa troisième compagnie maritime après Gabes Marine Tankers et Chemical Seaways.

### Président du Club africain
Il préside le Club africain en 1990-1991 et 2000-2002. Durant ses mandats, le club omnisports remporte le championnat de Tunisie de football, la coupe de Tunisie de football, la Coupe de Tunisie masculine de basket-ball, le championnat de Tunisie masculin de handball à trois reprises, la coupe de Tunisie masculine de handball, la coupe de Tunisie féminine de handball, la coupe d'Afrique des vainqueurs de coupe masculine de handball, le championnat de Tunisie masculin de volley-ball à deux reprises, la coupe de Tunisie masculine de volley-ball à deux reprises, le championnat de Tunisie de volley-ball féminin à deux reprises, la coupe de Tunisie féminine de volley-ball à deux reprises et le championnat d'Afrique des clubs champions masculin de volley-ball.
Il est obligé en 2001 de prononcer la dissolution de la section de volley-ball et de handball féminin en raison de la crise financière que vit le club. En 2011, il se représente face à Jamel Atrous à l'occasion de l'élection de la direction du club. En 2016, il se dit prêt à prendre le relais de Slim Riahi à la tête du club.

### Positions politiques
Consul général honoraire d'Islande en Tunisie, il préside en 2014 le comité de soutien de la candidature de Béji Caïd Essebsi à la présidence de la République tunisienne. En 2017, il dément l'information concernant son adhésion à Nidaa Tounes.